# ピョートル・ビストロフ
ピョートル・アレクサーンドロヴィチ・ビストロフ（ロシア語: Пётр Алекса́ндрович Быстро́в、1979年7月15日 - ）は、ロシア・ニジニ・ノヴゴロド州、ニジニ・ノヴゴロド出身の元サッカー選手。現役時代のポジションはMF。

## 経歴

### クラブ
1979年、ロシア・ニジニ・ノヴゴロド州の州都ニジニ・ノヴゴロドにて生まれる。地元のサッカークラブFCロコモティフ・ニジニ・ノヴゴロドのユースで育ちリザーブチームでプレー。1997年にトップチームへ昇格をした。1997年5月3日、第8節のFCアラニア・ウラジカフカス戦(1-3)ではFWとして出場しロシア・プレミアリーグデビューを果たした。1997年6月28日、UEFAインタートトカップのFK Proleter Zrenjanin戦(1-0)でUEFAデビューをした。1997年シーズンでクラブはファーストディビジョンへ降格をしたものの、1年でプレミア復帰を果たした。1999年7月4日、第14節のFCトルペド・モスクワ戦(3-2)でロシア・プレミア初得点を記録した。
その後、FCディナモ・モスクワ、サトゥルン・ラメンスコーエ、FCモスクワなどに在籍。2009年、FCルビン・カザンへ移籍をした。
2009年6月13日、第12節のFCロストフ(0-2)では前半のロスタイムに芝生の上に倒れた。スタッフに支えられてロッカールームに引き返したが、本人によれば初めてではなく、試合も負けていたために言い出す事はせずに後半も出場(最後の5分以外は覚えているとのこと)。試合後、病院へ直行し熱中症と診断された。10日間の入院生活を余儀なくされ、退院後は3週間療養所に通いクラブへ戻った。
2009年10月25日、第25節のFCロストフ戦(1-2)では88分にアラン・カサエフとの交代でピッチに立ち、約4ヶ月ぶりとなる復帰をした。

### 代表
2003年6月7日、ヴァレリー・ガザエフから代表招集を受け、スイス代表との試合でA代表デビューをした。2003年8月20日に行われたイスラエル代表との試合にも出場をした。しかし高いレベルでの安定性を欠いたことと、ガザエフ後任のゲオルギー・ヤルツェフが新たなロシア代表監督に就任にしたことから招集されなくなった。

## 所属クラブ
- FCロコモティフ・ニジニ・ノヴゴロド 1997—2000
- FCディナモ・モスクワ 2000—2001
- サトゥルン・ラメンスコーエ 2002—2005
- FCモスクワ 2006—2008
- FCルビン・カザン 2009—2012

## タイトル

### クラブ
- FCルビン・カザン
  - ロシア・プレミアリーグ: 1 (2009)